# Acalypha multicaulis
Acalypha multicaulis är en törelväxtart som beskrevs av Johannes Müller Argoviensis. Acalypha multicaulis ingår i släktet akalyfor, och familjen törelväxter. Inga underarter finns listade i Catalogue of Life.